# Скрябин, Владимир Владимирович
Владимир Владимирович Скрябин (2 (15) июля 1908, Ливны, Ливенский уезд, Орловская губерния, Российская империя — 23 декабря 1988, Киев, Украинская ССР, СССР) — советский партийный и государственный деятель, член ЦК КПСС (1961—1966), первый секретарь Запорожского обкома КП Украины (1957—1962), первый секретарь Ростовского обкома КПСС (1962—1964).

## Биография
Член ВКП(б) с 1928. 

### Образование
В 1930 окончил фабрично-заводское училище.
С января по июнь 1930 — студент «профсоюзной тысячи», с июня 1930 по июнь 1935 — студент кафедры холодной обработки металлов Запорожского машиностроительного института имени В. Я. Чубаря.

### Трудовая деятельность
- 1936—1940 гг. — инженер-конструктор, заместитель главного механика завода (Запорожье),
- 1940 г. — председатель заводского комитета завода № 29 имени П. Баранова (Запорожье),
- 1940—1941 гг. — председатель исполнительного комитета Запорожского городского Совета
- 1941—1946 гг. — участник Великой Отечественной войны, на политической работе в действующей армии[1],
- 1946—1948 гг. — секретарь Запорожского городского комитета КП(б) Украины,
- 1948—1949 гг. — председатель исполнительного комитета Запорожского городского Совета,
- 1949—1950 гг. — второй секретарь Запорожского городского комитета КП(б) Украины,
- 1950 г. — первый секретарь Запорожского городского комитета КП(б) Украины,
- 1950—1952 гг. — второй секретарь Запорожского областного комитета КП Украины,
- 1952—1958 гг. — председатель исполнительного комитета Запорожского областного Совета,
- 1957—1962 гг. — первый секретарь Запорожского обкома КП Украины,
- 1962—1963 гг. — первый секретарь Ростовского обкома КПСС,
- 1963—1964 гг. — первый секретарь Ростовского сельского областного комитета КПСС,
- 1964—1969 гг. — инспектор ЦК КП Украины.

Делегат XIX (1952), XX (1956) и XXI (1959) съездов КПСС.
Кандидат в члены ЦК КП Украины (1952—1961); член ЦК КПСС (1961—1966) и ЦК КП Украины (с 1961).
Депутат (от Запорожской области) Верховного Совета Украинской ССР 4-го созыва (1955—1959); депутат (от Запорожской области) Совета Союза Верховного Совета СССР 5-го (1958—1962) и 6-го (1962—1966) созывов.
С 1969 г. на пенсии.

## Награды и звания
Награждён орденами Ленина, Красной Звезды, Отечественной войны II степени.
Почётный гражданин Запорожья (1978).